# 横隔
横隔（拉丁語：septum transversum）是哺乳动物胚胎发育时在头侧形成的一团厚实间充质，会将之后发展出的心包腔和腹腔分隔开。在哺乳动物（包括人类）中，横隔会发育成横膈膜和消化道的腹侧系膜并成为主要的呼吸肌。

## 起源
横隔源自妊娠第22天的头侧间充质。在胚胎的头尾弯折时，横隔位于颈椎位置，比心脏更靠近脑部。在随后的胚胎发育中，因为胚胎的背侧比腹侧成长更快，因此更靠偏腹侧的横膈会相对心脏“下沉”，在第8周时位于胸椎的位置，随后开始形成心脏下前方与腹腔的屏蔽。

## 神经供应
在胚胎的头尾弯折发生后，横隔会连接相近的第三（C3）、第四（C4）和第五颈椎（C5）脊神经的腹枝纤维，其中的神经束合并形成了左右膈神经。随着横隔的下沉——特别是在四足类演化出肺部并侵入胸膜腔之后，膈神经被连带着下行到胸椎与腰椎交界的高度，并与心包附着。
在横膈膜的胚胎发展中，横隔中的成肌细胞开始侵入隔膜的其它区域，连着将膈神经的运动传出纤维和感觉传入纤维带向膈膜各处。但膈膜边缘部分的感觉神经则是来自于与之接触的胸壁，因此属于肋间神经的感知范围。

## 衍生物
横隔靠近头部的部分会发展成隔膜的中央腱膜，源自腱膜的成肌细胞会侵入胸腹褶并最终形成膈肌。
横隔远离头部的部分会被肝憩室侵入并形成肝脏，随后剩余的尾侧横膈会发展成前肠的腹侧系膜。腹侧系膜之后会发展成小网膜、肝脏表面的脏腹膜和镰状韧带。
虽然肝脏并不源自横隔，但肝的胚胎发育却高度依赖源自横隔的细胞信号传送。横隔分泌的BMP-2、BMP-4和BMP-7与心脏中胚层释放的成纤维细胞生长因子（FGF）一起诱发前肠的一部分开始分化成肝细胞。

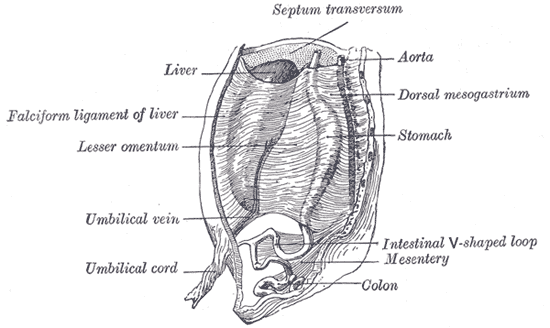
《格雷氏解剖学》中6周大的人类胚胎腹腔示意图，最上方是横隔
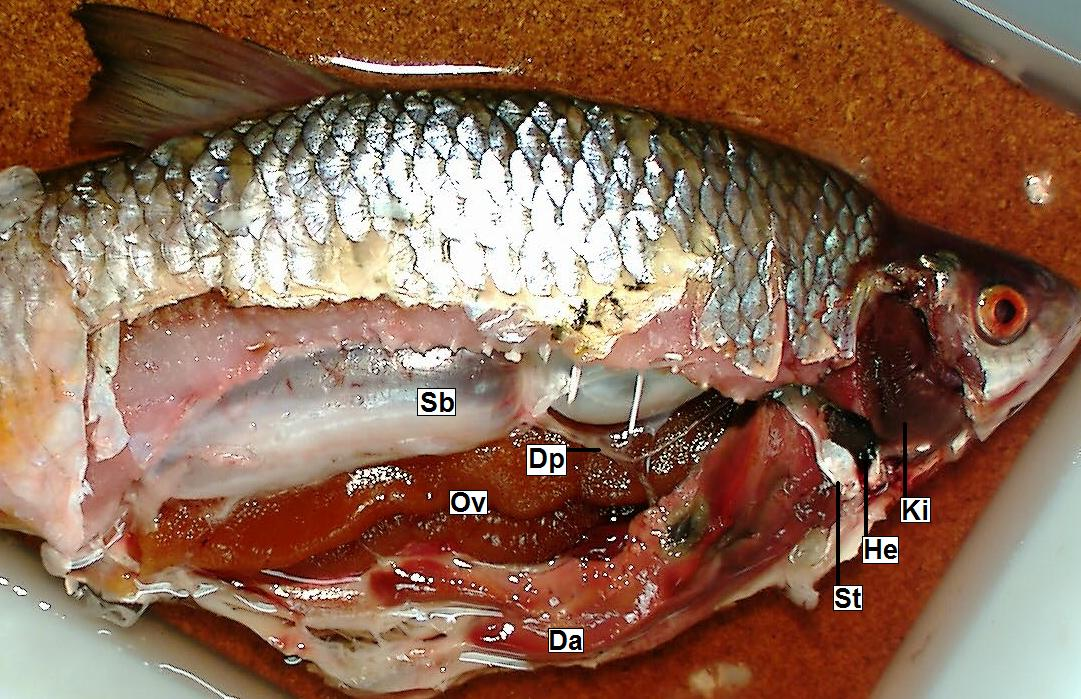
红眼鱼在心脏与消化道之间的横隔（标注为“St”）